# Europees kampioenschap zeilwagenrijden 1977
Het Europees kampioenschap zeilwagenrijden 1977 was een door de Internationale Vereniging voor Zeilwagensport (FISLY) georganiseerd kampioenschap voor zeilwagenracers. De 15e editie van het Europees kampioenschap vond plaats in het Franse Saint-Jean-de-Monts.

## Uitslagen
| klasse   | Goud         | Zilver              | Brons                       |
| -------- | ------------ | ------------------- | --------------------------- |
| Klasse 2 | John Healey  | Benoit Demoury      | Piet Verdonck               |
| Klasse 3 | R. Bellanger | Michel Morel        | Bertrand Lambert            |
| Dames    | Vivian Ellis | Marie Pierre Passet | Véronique Ribaud de Gineste |

1963 ·
1964 ·
1965 ·
1966 ·
1967 ·
1968 ·
1969 ·
1970 ·
1971 ·
1972 ·
1973 ·
1974 ·
1975 ·
1976 ·
1977 ·
1978 ·
1979 ·
1980 ·
1981 ·
1982 ·
1983 ·
1984 ·
1985 ·
1986 ·
1987 ·
1988 ·
1989 ·
1990 ·
1991 ·
1992 ·
1993 ·
1994 ·
1995 ·
1996 ·
1997 ·
1998 ·
1999 ·
2000 ·
2001 ·
2002 ·
2003 ·
2004 ·
2005 ·
2006 ·
2007 ·
2009 ·
2010 ·
2011 ·
2013 ·
2015 ·
2016 ·
2017 ·
2019 ·
2020 ·